# Tobishima (Yamagata)
Tobishima (jap. 飛島) ist eine Insel im Japanischen Meer knapp 30 km vor der japanischen Hauptinsel Honshū.

## Geografie
Tobishima ist etwa 3 km lang, 1 km breit, und besitzt bei einer Küstenlinie von 10,2 km eine Fläche von 2,73 km². Die höchste Erhebung ist der Takamori-yama (高森山) mit 68 m.
Die Insel ist größtenteils flach mit einem sanften Anstieg von der Ostküste bis zur Westküste, wobei die Westküste von steil abfallenden Kliffs geprägt ist. Die Hafenanlagen befinden sich daher an der Ostküste und entlang dieser konzentriert sich die Bevölkerung. Diese beträgt etwa 250 Personen, wobei 90 % über 50 Jahre alt sind. Administrativ gehört die Insel zur Gemeinde Sakata in der Präfektur Yamagata und bildet einen eigenen Ortsteil.
Auf Grund des warmen Tsushima-Stroms herrscht ganzjährig mildes Wetter mit Jahresdurchschnittstemperaturen von 12 °C, wobei selbst Schneefall von 10 cm selten ist. In der Vegetation kommen daher immergrüne Laubbäume wie Machilus thunbergii und Eurya japonica vor. Daneben ist die Insel im Frühling und Herbst ein bedeutender Rastplatz für etwa 270 Arten von Zugvögeln. Das Ebisu-Vorkap (蛭子前岬, Ebisu-maesaki) im Südosten ist ein geschütztes Brutgebiet für Tausende von Japanmöwen, ebenso wie die westlich gelegenen Felseninseln.

## Geschichte
Auf der Insel wurden archäologische Fundstücke aus der frühen Jōmon-Zeit von vor 6000–7000 Jahren gefunden. Eine Besonderheit dieser ist, dass sowohl Fundstücke mit Merkmalen des nördlichen und des südlichen Typs auftauchen, was darauf hinweist, dass die Insel ein kultureller Austauschpunkt war. In der späten Heian-Zeit stand die Insel unter Kontrolle des Abe-Klans aus der Provinz Mutsu und des Kiyohara-Klans aus der Provinz Dewa. Später folgten die Nikaho, Mutō, Mogami und Sakai.
Die Insel hatte im Laufe der Zeit verschiedene Namen (都島, 渡島, 別れ島, 鶴路島, 潮島, 豊島, とど島), bis sie Anfang der Edo-Zeit ihren heutigen Namen erhielt.
Zum April 1950 wurde das Dorf Tobishima und damit auch die Insel nach Sakata eingemeindet. 1963 wurde die Insel Teil des Chōkai-Quasi-Nationalparks.